# Joensuu Wolves 2015
Questa voce raccoglie le informazioni riguardanti gli Joensuu Wolves nelle competizioni ufficiali della stagione 2015.

## Maschile

### IV-divisioona 2015

#### Stagione regolare
| Joensuu 24 maggio 2015, ore 13:00 2ª giornata | Joensuu Wolves | 46 – 16 | Savonlinna Towers |  |

| Joensuu 24 maggio 2015, ore 16:00 2ª giornata | Helsinki Wolverines Pink | 22 – 6 | Joensuu Wolves |  |

| Kiuruvesi 6 giugno 2015 3ª giornata | Malmi Blaze | 18 – 14 | Joensuu Wolves |  |

| Kiuruvesi 6 giugno 2015 3ª giornata | Joensuu Wolves | 40 – 0 | Milky City Farmers |  |

| Rusko 13 giugno 2015 4ª giornata | Rusko Mayhem | 50 – 0 | Joensuu Wolves |  |

#### Playoff
| Rusko 1º agosto 2015 Semifinale | Rusko Mayhem | 40 – 6 | Joensuu Wolves |  |

| Rusko 1º agosto 2015 Finale 3º - 4º posto | Helsinki Wolverines Pink | 28 – 18 | Joensuu Wolves |  |

### Statistiche di squadra
| Competizione      | %Vittorie | In casa | In casa | In casa | In casa | In casa | In casa | In trasferta | In trasferta | In trasferta | In trasferta | In trasferta | In trasferta | Totale | Totale | Totale | Totale | Totale | Totale |
| Competizione      | %Vittorie | G       | V       | N       | P       | Pf      | Ps      | G            | V            | N            | P            | Pf           | Ps           | G      | V      | N      | P      | Pf     | Ps     |
| ----------------- | --------- | ------- | ------- | ------- | ------- | ------- | ------- | ------------ | ------------ | ------------ | ------------ | ------------ | ------------ | ------ | ------ | ------ | ------ | ------ | ------ |
| Stagione regolare | .400      | 2       | 2       | 0       | 0       | 86      | 16      | 3            | 0            | 0            | 3            | 20           | 90           | 5      | 2      | 0      | 3      | 106    | 106    |
| Playoff           | .000      | 0       | 0       | 0       | 0       | 0       | 0       | 2            | 0            | 0            | 2            | 24           | 68           | 2      | 0      | 0      | 2      | 24     | 68     |
| Totale            | .286      | 2       | 2       | 0       | 0       | 86      | 16      | 5            | 0            | 0            | 5            | 44           | 158          | 7      | 2      | 0      | 5      | 130    | 174    |

## Femminile

### Naisten I-divisioona 2015

#### Stagione regolare
| Joensuu 16 maggio 2015, ore 12:00 1ª giornata | Joensuu Wolves | 0 – 74 | Hyvinkää Falcons | Koilispuiston Tekonurmi |

| Hämeenlinna 24 maggio 2015, ore 16:00 2ª giornata | Hämeenlinna Huskies | 62 – 0 | Joensuu Wolves | Kaurialan yleisurheilukenttä |

| Porvoo 31 maggio 2015, ore 13:00 3ª giornata | Porvoon Butchers | 78 – 0 | Joensuu Wolves | Myllymäen kenttä |

| Joensuu 7 giugno 2015, ore 16:30 4ª giornata | Joensuu Wolves | 0 – 76 | Mikkeli Bouncers | Mehtimäen tekonurmi |

| Joensuu 5 luglio 2015, ore 17:00 6ª giornata | Joensuu Wolves | 14 – 18 | Helsinki Wolverines | Mehtimäen tekonurmi |

| Raisio 12 luglio 2015, ore 14:00 7ª giornata | Raisio Oakladies | 0 – 22 | Joensuu Wolves | Raision urheilukeskus |

| Joensuu 18 luglio 2015, ore 12:00 8ª giornata | Joensuu Wolves | 0 – 71 | Kuopio Steelers | Mehtimäen tekonurmi |

| Kouvola 25 luglio 2015, ore 12:00 Anticipo 9ª giornata | Kouvola Indians | 60 – 0 | Joensuu Wolves | Kuusankosken urheilupuisto |

### Statistiche di squadra
| Competizione      | %Vittorie | In casa | In casa | In casa | In casa | In casa | In casa | In trasferta | In trasferta | In trasferta | In trasferta | In trasferta | In trasferta | Totale | Totale | Totale | Totale | Totale | Totale |
| Competizione      | %Vittorie | G       | V       | N       | P       | Pf      | Ps      | G            | V            | N            | P            | Pf           | Ps           | G      | V      | N      | P      | Pf     | Ps     |
| ----------------- | --------- | ------- | ------- | ------- | ------- | ------- | ------- | ------------ | ------------ | ------------ | ------------ | ------------ | ------------ | ------ | ------ | ------ | ------ | ------ | ------ |
| Stagione regolare | .125      | 3       | 0       | 0       | 4       | 14      | 239     | 4            | 1            | 0            | 3            | 22           | 200          | 8      | 1      | 0      | 7      | 36     | 439    |
| Totale            | .125      | 4       | 0       | 0       | 4       | 14      | 239     | 4            | 1            | 0            | 3            | 22           | 200          | 8      | 1      | 0      | 7      | 36     | 439    |